# Howard H. Leach
Howard H. Leach est un diplomate, administrateur de l'Université de Californie et philanthrope américain. Il sert comme Ambassadeur des États-Unis en France de 2001 à 2005.

## Source de la traduction
- (en) Cet article est partiellement ou en totalité issu de l’article de Wikipédia en anglais intitulé « Howard H. Leach » (voir la liste des auteurs).